# دارا هاول
دارا هاول (انگلیسی: Dara Howell؛ زادهٔ ۲۳ اوت ۱۹۹۴) ورزشکار اسکی نمایشی اهل کانادا است.
وی در مسابقات کشوری و بین‌المللی در مجموع برندهٔ ۱ مدال طلا، ۱ مدال نقره، ۴ مدال برنز شده‌است.